# Наступление на долину Аракса
Наступление на долину Аракса (азерб. Araz vadisi əməliyyatları, арм. Արասի հովտի արշավ) — эпизод Второй карабахской войны, во время которого Азербайджан предпринял ряд успешных военных операций вдоль левого берега реки Аракс и прилегающих территорий против вооружённых сил непризнанной Нагорно-Карабахской Республики и Армении. Наступление началось с первых часов войны 27 сентября 2020 года и завершилось 22 октября 2020 года закреплением азербайджанцев в приграничном с Арменией посёлке Агбенд, в результате чего Азербайджану удалось обеспечить контроль над всей азербайджано-иранской границей.

## Предыстория
Несмотря на то, что приаракские районы располагались за пределами Нагорно-Карабахской АО и имели преимущественно азербайджанское население, в период Первой карабахской войны их стратегическое расположение подталкивало армянские войска к попыткам установить над ними контроль. Первые такие попытки предпринимались ещё в апреле 1993 года, причём основной целью был город Физули и посёлок Горадиз, являвшийся крупным транспортным узлом, связывающим Азербайджан с его юго-западными районами. Укрепление в Физулинском районе позволило бы армянам легко овладеть Джебраильским, Зангеланским и Кубатлинским районами Азербайджана, которые оказались бы отрезанными от внешнего мира, и, таким образом, полностью обезопасить Лачинский коридор, связывающий Армению с Нагорным Карабахом. В августе 1993 года, воспользовавшись политическим кризисом в Азербайджане, армянские войска перебросили на южный фронт мобильные бронегруппы, а на физулинском направлении задействовали не менее одного танкового батальона. 20 августа армянами был взят райцентр Джебраил, 22 августа — Физули, 31 августа — райцентр Зангелан, 23 октября — посёлок Горадиз. В январе 1994 года Азербайджан осуществил контрнаступление, в результате которого вернул себе контроль над Горадизом и рядом сёл Физулинского района, продвинувшись на 40 км вдоль берега Аракса.
Эта линия фронта впоследствии стабилизировалась и оставалась практически неизменной до 2020 года (за исключением вооружённых столкновений 2016 года, в результате которых Азербайджану удалось овладеть стратегической высотой, обезопасив от армян село Чоджук Марджанлы Джебраильского района).
Боевые действия в долине Аракса в 1993—1994 годах привели к массовому исходу гражданского азербайджанского населения из региона (по переписи 1989 года население Физулинского района составляло 89 417 человек, Джебраильского — 49 156 человек, Зангеланского — 32 698 человек, Кубатлинского — 28 110 человек).

## Ход наступления
27 сентября Министерство обороны Азербайджана объявило, что около шести часов утра армянская сторона обстреляла из крупнокалиберного оружия, миномётов и артиллерийских установок ряд прифронтовых сёл, что привело к человеческим жертвам. Чуть позже было объявлено о начале крупномасштабной «контрнаступательной операции» по всему фронту, в ходе которой были задействованы танки, артиллерия, ракетные системы и авиация и ставшей началом Второй карабахской войны. Днём того же дня азербайджанская сторона сообщила о занятии Азербайджаном прифронтовых сёл Караханбейли, Карвенд, Горадиз (не путать с одноимённом посёлком), Юхары Абдурахманлы Физулинского района и сёл Бёюк Марджанлы и Нузгер Джебраильского района. Армянская сторона изначально опровергала эти утверждения.
28—29 сентября армянская сторона предприняла несколько контратак. Азербайджан заявил об отражении контратаки со стороны села Ашагы Вейсалли Физулинского района, в ходе которого был убит Спартак Кочарян, командир дислоцированного в Вагаршапате 61-го отдельного инженерного полка армянской армии. Продолжалось наступление азербайджанцев на райцентр Физули. На следующий день Министерство обороны Азербайджана отчиталось об атаке на позиции дислоцированного в Физулинском районе 4-го армянского батальона.
1 октября Азербайджан обвинил Армению в ракетном обстреле Физулинского и Джебраильского района со своей территории, конкретно из окрестностей города Горис.
3 октября ознаменовалось ожесточёнными боями по всей линии фронта. Азербайджан объявил об установлении контроля над сёлами Мехдили, Чахырлы, Ашагы Маралян, Шейбей, Куйджак Джебраильского и Ашагы Абдурахманлы Физулинского района.

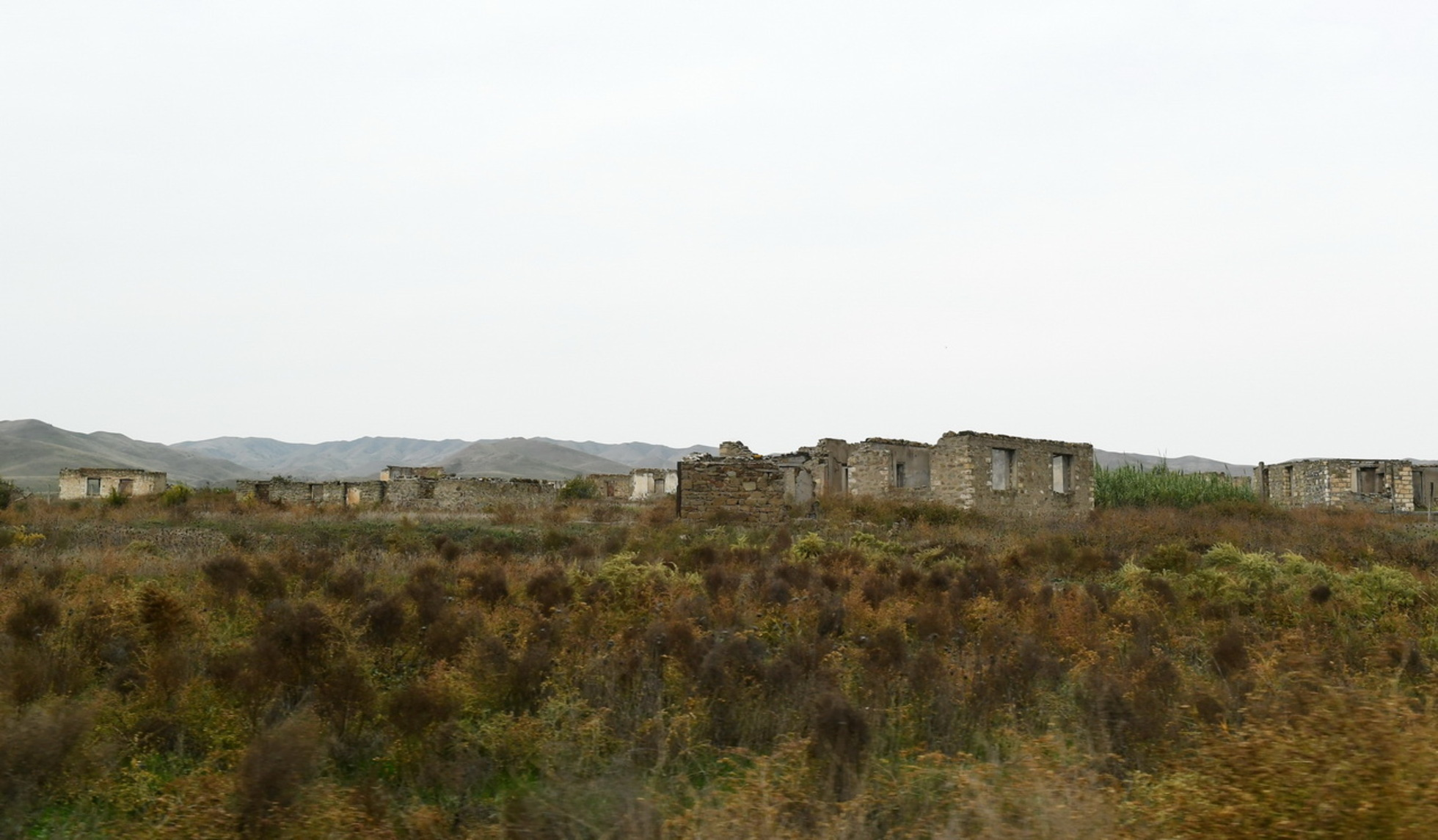
Развалины города Джебраил (2020 г.)

4 октября 2020 года президент Азербайджана Ильхам Алиев заявил, что в ходе успешной операции азербайджанская армия взяла под контроль город Джебраил и сёла Кархулу, Шукюрбейли, Черекен, Дашкесан, Хоровлу, Махмудлу, Джафарабад, Юхары-Маралян и Дажал Джебраильского района. Пресс-секретарь непризнанной Нагорно-Карабахской Республики Ваграм Погосян и официальный представитель Министерства обороны Армении Арцрун Ованнисян опровергли это заявление. Однако спецкор «Новой газеты» Илья Азар, находившийся в тот день на линии фронта, привёл слова одного из армянских добровольцев о том, что Джебраила «уже нет». 9 октября Министерство обороны Азербайджана опубликовало кадры с водружением флага Азербайджана над Джебраилом. После того, как Азербайджану удалось взять Джебраил, в конфликте наступил перелом в пользу азербайджанской армии.
5 октября пресс-секретарь Минобороны Армении Шушан Степанян сообщила, что вооружённые силы Азербайджана с утра возобновили наступательные действия в долине Аракса и что армянская сторона «нанесла контрудар». Ваграм Погосян же сообщил, что на некоторых участках фронта армия НКР проводит «тактическое отступление», целью которого является «избежать лишних потерь и нанести больший урон войскам противника». Вечером Азербайджан объявил об взятии под свой контроль сёл Шыхалиагалы, Сарыджалы и Мазра Джебраильского района, а также о занятии стратегических высот в нескольких направлениях.
В ходе боёв 6—8 октября обе стороны заявляли о своём боевом превосходстве в направлении Джебраильского и Физулинского районов При этом премьер-министр Армении Никол Пашинян утверждал, что армянам удалось заманить азербайджанский военный корпус в тактически оставленный коридор, после чего «большая часть азербайджанской техники была уничтожена». Азербайджанская же сторона уверяла, что целые группы солдат 1-го и 7-го полков армянской армии самовольно покидают боевые позиции. Днём 9 октября азербайджанская сторона объявила о взятии под свой контроль сёл Кышлак, Караджаллы, Эфендиляр, Сулейманлы Джебраильского района и сёл Юхары Гюзляк и Гёразыллы Физулинского района.
10 октября, по итогам длившихся более десяти часов переговоров в Москве министров иностранных дел Азербайджана Джейхуна Байрамова и Армении Зограба Мнацаканяна при посредничестве главы МИД России Сергея Лаврова, было заключено соглашение о прекращении огня, однако взаимные обвинения сторон в провокациях продолжались.
14 октября азербайджанская сторона заявила, что вооружённые силы Азербайджана вытеснили армян из сёл Карадаглы, Хатынбулак и Каракёллу Физулинского района. В тот же день Министерство обороны Азербайджана распространило первый подробный видеорепортаж из Джебраила. Армянская сторона признала, что Азербайджан смог добиться некоторых успехов, переместив фронт вглубь контролируемой армянами территории. На следующий день было объявлено об укреплении азербайджанцев в селе Дошулу Джебраильского района и селе Арыш Физулинского района.
17 октября стороны в очередной раз договорились о временном гуманитарном перемирии, однако бои продолжались. 17 и 18 октября Азербайджан объявил, что были сбиты два штурмовика Су-25 вооружённых сил Армении, предпринявшие попытку нанести авиаудары по азербайджанским позициям в Джебраиле. Армянская сторона опровергла эту информацию.

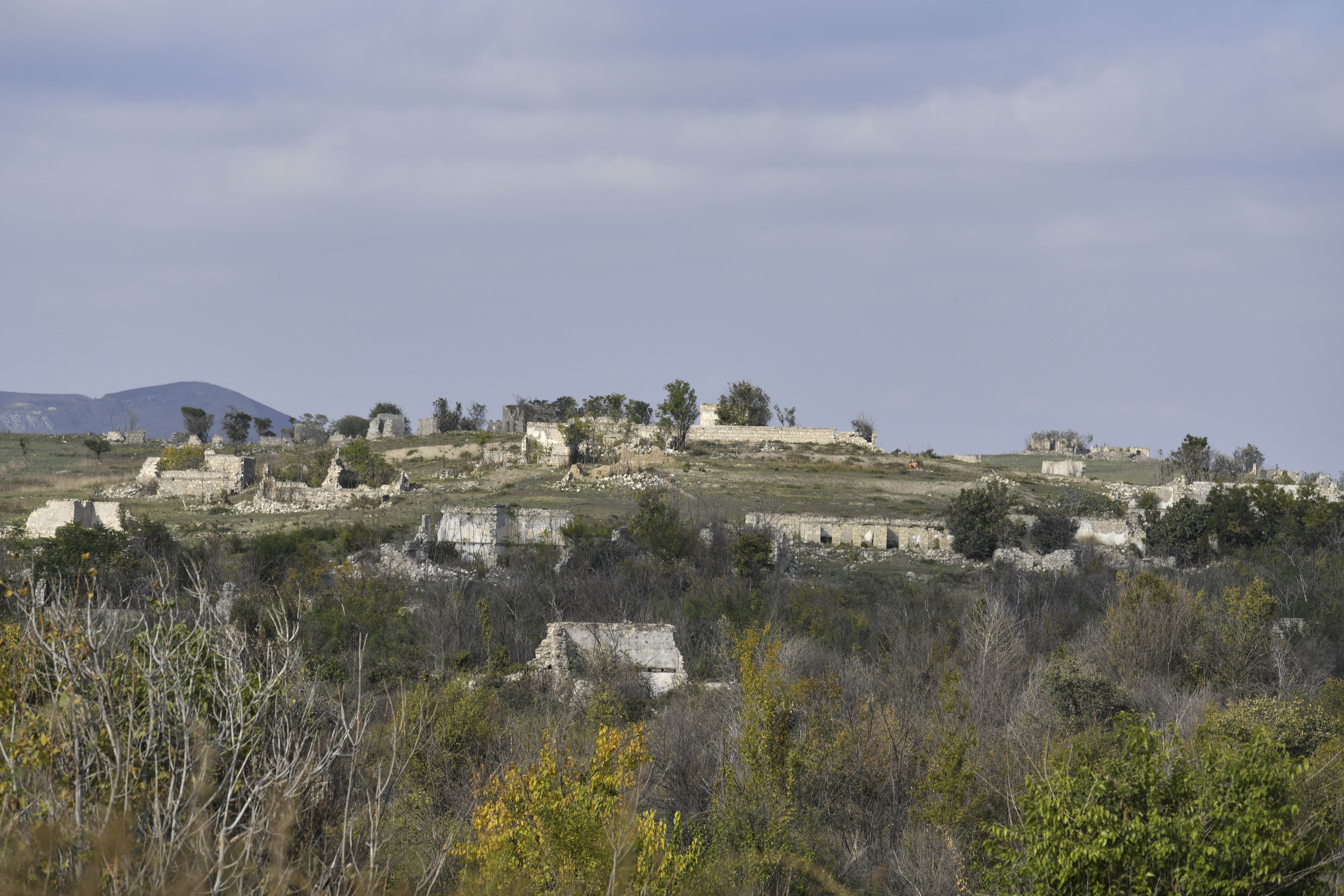
Развалины города Физули (2020 г.)

В тот же день в видеообращении к нации Ильхам Алиев объявил, что азербайджанская армия вернула под свой контроль райцентр Физули, а также сёла Кочахмедли, Чиман, Джуварлы, Пирахмедли, Мусабейли, Ишыглы и Дедели Физулинского района.
Министерство обороны Азербайджана распространило видеосъёмку города Физули и церемонии поднятия флага Азербайджана у здания местной администрации. В другом видеорепортаже сообщалось, что при зачистке города азербайджанская армия обнаружила армянскую воинскую часть с большим количеством оставленной боевой техники и боеприпасов.
Тем временем, в иранских и азербайджанских источниках появились видеокадры, в которых азербайджанцы-граждане Ирана приветствуют с иранского берега Аракса идущих вдали, на азербайджанском берегу, в районе села Худаферин (Худаярлы) Джебраильского района, предположительно азербайджанских солдат. Почти одновременно в социальных сетях распространились фото- и видеокадры водружения азербайджанскими военными азербайджанского флага на Худаферинском мосту. По мнению русской службы «Би-би-си», сомнений в подлинности видеоматериала было мало. Армянская сторона подтвердила 18 октября, что линия фронта сместилась в район Худаферина. 19 октября азербайджанская сторона распространила сообщение, что армяне выбиты из сёл Солтанлы, Амирварлы, Машанлы, Гасанли, Аликейхалы, Кумлак, Гаджили, Гегерчин Вейсалли, Ниязкулулар, Кечалмамедли, Шахвелли, Гаджиисмаиллы и Исаклы Джебраильского района. Таким образом, азербайджанская армия вышла к пределам приграничного с Арменией Зангеланского района.
20 октября бои в долине Аракса вошли в завершающую стадию. Президент Азербайджана Ильхам Алиев в видеообращении объявил об установлении контроля над целым рядом населённых пунктов Зангеланского района, в том числе райцентром Зангелан, посёлком Акари и сёлами Хавалы, Зарнали, Мамедбейли, Шарифан, Муганлы. Русская служба «Би-би-си» подтвердила подлинность видеорепортажа азербайджанской стороны из Зангелана. Помимо этого, азербайджанцы заявили, что отныне полностью контролируют сёла Дортчинар, Кюрдляр, Юхары Абдурахманлы, Каргабазар, Ашагы Вейсалли, Юхары Аибасанлы Физулинского района и сёла Сафарша, Гасанкайды, Фуганлы, Имамбаги, Дашвейсалли, Агтепе, Ярахмедли Джебраильского района. Армянская сторона, наоборот, утверждала, что азербайджанские вооружённые силы оставляют позиции вдоль Аракса.

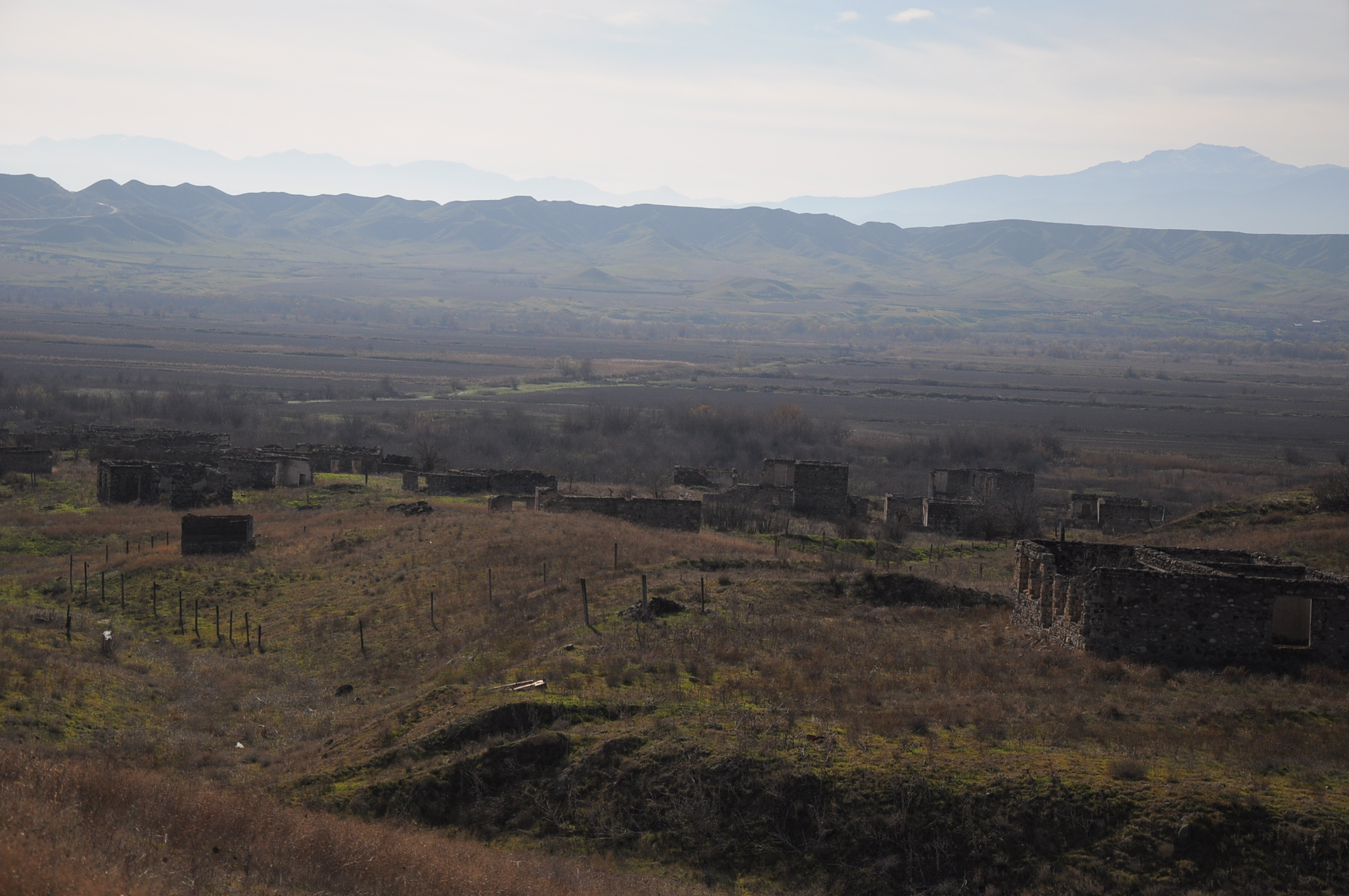
Развалины города Зангелан (2021 г.)

21 октября Министерство обороны Азербайджана сообщило, что в ходе боевых действий на территории Джебраильского района был уничтожен батальон 556-го полка ВС Армении и что бои на зангеланском направлении ужесточились. Вечером президент Азербайджана объявил, что азербайджанская армия взяла под контроль сёла Геджагёзлю, Ашагы Сеидахмедли, Заргяр Физулинского района, Балянд, Папы, Тулус, Тинли Джебраильского района, посёлок Минджевань, а также сёла Хурама, Хумарлы, Сарыл, Бабайлы, Агалы-Третье, Гаджаллы, Кырык Мушлан, Удгюн, Турабад, Ичари Мушлан, Меликли, Джахангирбейли, Бахарлы Зангеланского района. Тем временем, в Москве состоялись раздельные встречи министра иностранных дел России Сергея Лаврова с главами МИД Азербайджана и Армении.
22 октября Ильхам Алиев сообщил, что азербайджанцы установили контроль над сёлами Моллавели, Юхары Рафадинли, Ашагы Рафадинли Физулинского района, сёлами Сирик, Шыхляр, Масталыбейли, Дерзили Джебраильского района, сёлами Коллукышлак, Малаткешин, Зангелан (не путать с одноимённым райцентром), Генлик, Великулубейли, Карадере, Чопедере, Татар, Тири, Эмирханлы, Каргулу, Бартаз, Деллякли и расположенным неподалёку от границы с Арменией посёлком Агбенд Зангеланского района.
Таким образом, азербайджанской армии удалось за три недели полностью взять под контроль границу с Ираном, хотя армянская сторона продолжала это отрицать. Столкновения с армянами в предгорных зонах Зангеланского, Джебраильского и Физулинского районов продолжились вплоть до окончания военных действий, однако закрепление в долине Аракса позволило азербайджанской армии наметить новые направления атак и успешно продвигаться вверх по реке Акера в сторону города Кубатлы, который азербайджанцы взяли под контроль уже 25 октября.

## Медали
20 ноября 2020 года на пленарном заседании Милли Меджлиса Азербайджана был вынесен на обсуждение законопроект о внесении поправок в закон «Об учреждении орденов и медалей Азербайджанской Республики». Медали «За освобождение Джебраила», «За освобождение Физули» и «За освобождение Зангелана» были учреждены в этот же день в первом же чтении.

Медаль «За освобождение Джебраила» (95 мм × 40 мм)
Медаль «За освобождение Физули» (95 мм × 40 мм)
Медаль «За освобождение Зангелана» (95 мм × 40 мм)